# Глазков, Георгий Фёдорович
Георгий Фёдорович Глазков (18 ноября [1 декабря] 1911, д. Владимирово, Петровская волость, Верейский уезд, Московская губерния — 18 ноября 1968, Москва) — советский футболист и футбольный тренер. Чемпион III Летней Рабочей Олимпиады в Антверпене (1937, Бельгия), победитель Международного Кубка Мира (1937, Франция).

## Биография
Почти всю игровую карьеру Глазков провёл с московском «Спартаке», с которым трижды выигрывал чемпионат СССР и четырежды становился обладателем Кубка страны. После завершения карьеры игрока в 1947 году он перешёл на тренерскую работу, работал с вильнюсским и московским «Спартаками», запорожским «Металлургом», а также со сборной СССР. Кроме того, Глазков играл в хоккей и тренировал хоккейную команду московского «Спартака».

### Игровая карьера
Начинал играть в футбол за команду московского комбината «Красная Роза» в 1927 году. В 1935 году он перешёл в московский «Спартак» и играл за него до 1947 года (за исключением 1945 года). В первом чемпионате СССР (весна 1936 года) Глазков был лучшим бомбардиром «Спартака», а во втором чемпионате (осень 1936 года) с 7 голами стал лучшим бомбардиром всего первенства. Глазков участвовал почти во всех важнейших матчах «Спартака» довоенного периода, особенно был известен как игрок, решавший судьбу кубковых матчей. Так, в переигровке полуфинального матча на Кубок СССР 1939 года против тбилисского «Динамо» он сделал хет-трик, благодаря чему «Спартак» одержал победу. Участвовал в составе «Спартака» в матчах со сборной клубов Турции в 1936 году, в футбольном турнире Всемирной рабочей Олимпиады в Антверпене и рабочем Кубке мира в Париже в 1937 году, а также в матчах в Болгарии в 1940 году.
В годы Великой Отечественной войны Глазков совмещал игру за «Спартак» с работой в артели, где он шил обмундирование для нужд фронта. В 1944 году Глазков был призван в армию, но, благодаря протекции администратора «Спартака» Марка Гершанока, на фронт не попал, а оказался в футбольной команде МВО, где был играющим тренером.
В начале 1946 года был восстановлен в звании мастера спорта СССР.
В феврале 1946 года Глазков вернулся в «Спартак», успел ещё дважды стать обладателем Кубка СССР, а в 1947 году завершил игровую футбольную карьеру. В чемпионатах СССР Глазков сыграл 104 матча и забил 47 голов (по другим данным — 105 матчей, 49 голов).
Когда в декабре 1946 года была создана хоккейная команда «Спартака», Георгий Глазков с несколькими другими футболистами (Олег Тимаков, Николай Дементьев и другие) вошёл в её первый состав, играл на позиции нападающего. В первом чемпионате СССР команда стала бронзовым призёром, во втором — серебряным.

### Тренерская карьера
После завершения карьеры игрока окончил школу тренеров при ГЦОЛИФК в 1950 году. и получил направление в Вильнюс, в только что созданный литовский «Спартак». Команда была включена во вторую группу чемпионата СССР. За три сезона Глазков добился с командой некоторых успехов — в 1948 году было занято 4-е место среди 15 участников, в 1949 и 1950 годах — 3-е место среди 14 участников. Тренер пытался привить команде, играющей в «западном стиле» (индивидуальном), современную советскую тактику, дисциплину и учебную работу, что, по его мнению, в совокупности с незнанием литовского языка замедлило рост «Спартака» в техническом и тактическом планах. Во время работы в Литве Глазков вместе со своей семьёй и футболистами команды на отдыхе в Тракае был захвачен «лесными братьями» и трое суток провёл в плену.
Ещё в 1948 году московский «Спартак», подыскивая нового тренера, рассматривал кандидатуру Глазкова, но он тогда был молодым начинающим специалистом и на должность не подошёл. Летом 1951 года Георгий Фёдорович всё-таки возглавил московский клуб, в составе которого выступали некоторые из футболистов, с которыми он сам ещё играл. В «Спартаке» Глазков проработал недолго, чуть более полугода, но успел ввести некоторые новаторские решения в тренировочный процесс — на тренировочной базе были установлены щит для оценки меткости ударов, низкие ворота и стойка с подвесным мячом для отработки ударов головой. Михаил Иосифович Якушин называл Глазкова великим экспериментатором. Также в 1950-е Глазков тренировал хоккейную команду «Спартака» и футбольный клуб «Металлург» из Запорожья.
26 сентября 1954 года вторая сборная СССР под руководством Глазкова в первом в своей истории матче обыграла вторую сборную Венгрии со счётом 3:0. В 1959 году Георгий Фёдорович возглавил первую сборную СССР, которая под его руководством в сентябре обыграла в товарищеском матче команду Чехословакии со счётом 3:1. Этот матч был единственным для Глазкова в сборной, из-за своей несдержанности в общении с начальством он не задерживался ни в первой, ни во второй сборной. В начале 1960-х годов Глазков вернулся в вильнюсский «Спартак», который вскоре сменил название на «Жальгирис», затем тренировал детскую команду ФШМ. В 1964 году Георгий Фёдорович недолго работал с молодёжной сборной СССР.
Ещё в молодости врачи обнаружили у Глазкова проблемы с сердечно-сосудистой системой и рекомендовали заниматься спортом для поддержания здоровья. Даже после завершения игровой карьеры он регулярно играл в товарищеских матчах.
18 ноября 1968 года в возрасте 56 лет скончался от сердечного приступа во время рыбалки.

## Характеристика игрока
Глазков имел скромные физические данные (рост — 169 см, вес — 64 кг), играл на позиции правого крайнего нападающего. Его игру отличал высокий уровень технического мастерства и хорошая скорость. Глазков, одинаково хорошо владевший обеими ногами, обладал хорошим дриблингом, грамотно прикрывал мяч от соперника корпусом, часто шёл на обострение атаки, в конце которой либо сам опасно бил по воротам, либо находил передачей партнёра по команде. Современники отмечали, что Георгий Фёдорович играл в той же манере, что и игрок тбилисского «Динамо» Гайоз Джеджелава — оба действовали в техничной манере, опирались на изощрённую тактику, чаще использовали дриблинг в глубину поля, чем вперёд. Андрей Старостин в своей книге «Повесть о футболе» утверждает, что на счету Глазкова несколько голов, забитых непосредственно ударом с углового (который в те времена назывался «резаным»).
Небольшой рост в верховой борьбе Глазков компенсировал умением грамотно занять позицию и вовремя выпрыгнуть. Его отличало хорошее понимание игры, изобретательность и хладнокровие, особенно в решающие моменты игры. Благодаря этому качеству Глазков мастерски исполнял пенальти. По воспоминаниям Владимира Маслаченко, Георгий Фёдорович ни разу не промахнулся при исполнении пенальти. Он следил за действиями вратаря до последней секунды, умел выдержать паузу и в последний момент изменить направление удара. Впрочем, один случай незабитого Глазковым пенальти всё-таки известен — в 1936 году его удар с 11-метровой отметки парировал вратарь московского ЦДКА Борис Кочетов.

## Достижения
- Чемпион СССР: 1936 (осень), 1938, 1939
- Серебряный призёр чемпионата СССР: 1937
- Бронзовый призёр чемпионата СССР (2): 1936 (весна), 1940
- Обладатель Кубка СССР: 1938, 1939, 1946, 1947
- Чемпион Москвы: 1942
- Обладатель Кубка Москвы: 1942
- Победитель III летней рабочей Олимпиады в Антверпене 1937
- Победитель Международного Кубка Мира (Париж): 1937.
- Заслуженный мастер спорта СССР (1948)

## Статистика
| Клуб             | Сезон            | Чемпионат СССР | Чемпионат СССР | Кубок СССР | Кубок СССР | Всего | Всего |
| Клуб             | Сезон            | Игры           | Голы           | Игры       | Голы       | Игры  | Голы  |
| ---------------- | ---------------- | -------------- | -------------- | ---------- | ---------- | ----- | ----- |
| Спартак (Москва) | 1936 (весна)     | 5              | 5              | 0          | 0          | 5     | 5     |
| Спартак (Москва) | 1936 (осень)     | 7              | 7              | 5          | 6          | 12    | 13    |
| Спартак (Москва) | 1937             | 7              | 2              | 5          | 1          | 12    | 3     |
| Спартак (Москва) | 1938             | 25             | 12             | 6          | 5          | 31    | 17    |
| Спартак (Москва) | 1939             | 21             | 8              | 4          | 3          | 25    | 11    |
| Спартак (Москва) | 1940             | 16             | 5              | 0          | 0          | 16    | 5     |
| Спартак (Москва) | 1941             | 2              | 0              | 0          | 0          | 2     | 0     |
| Спартак (Москва) | 1946             | 11             | 4              | 4          | 4          | 15    | 8     |
| Спартак (Москва) | 1947             | 11             | 6              | 4          | 1          | 15    | 7     |
| Всего за карьеру | Всего за карьеру | 105            | 49             | 28         | 20         | 133   | 69    |